# マイバス

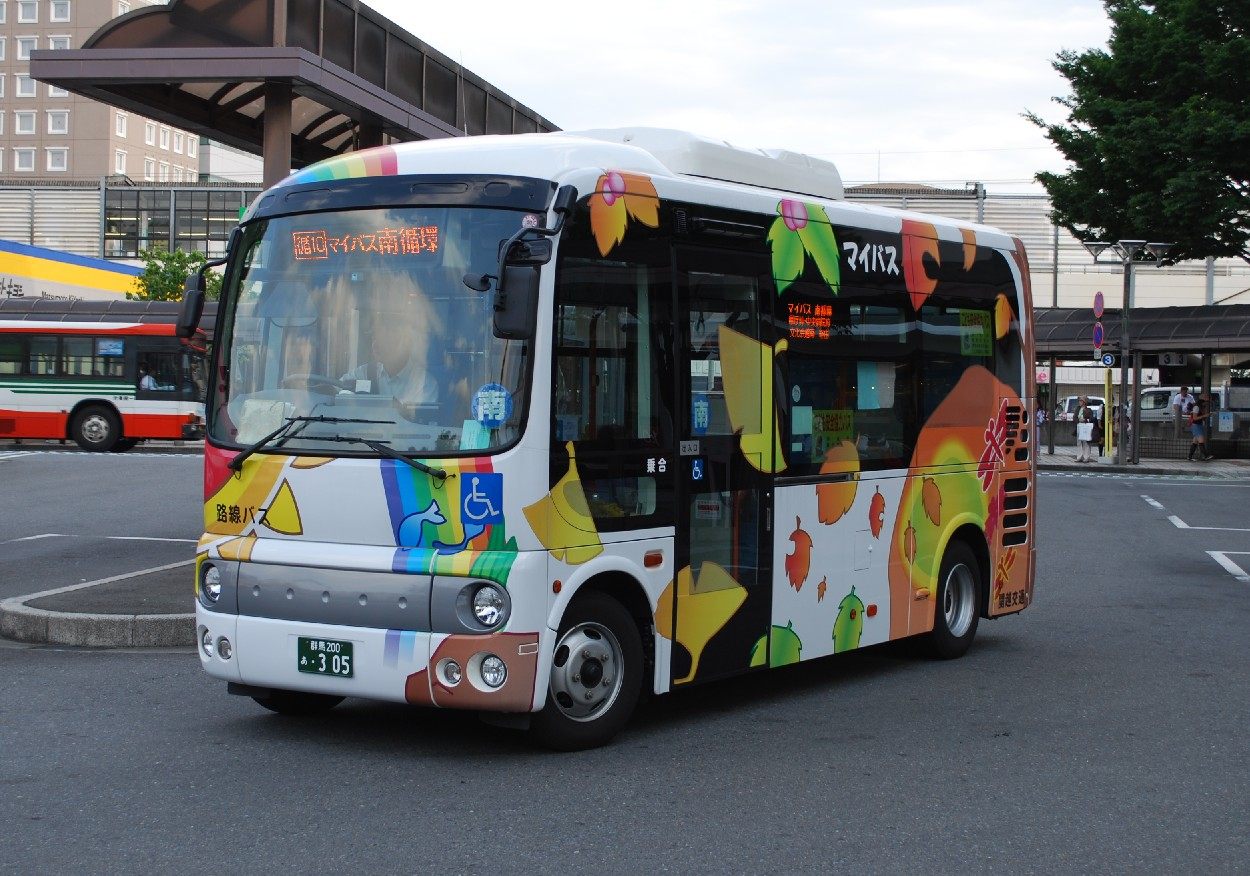
北循環と南循環の車両（関越交通）

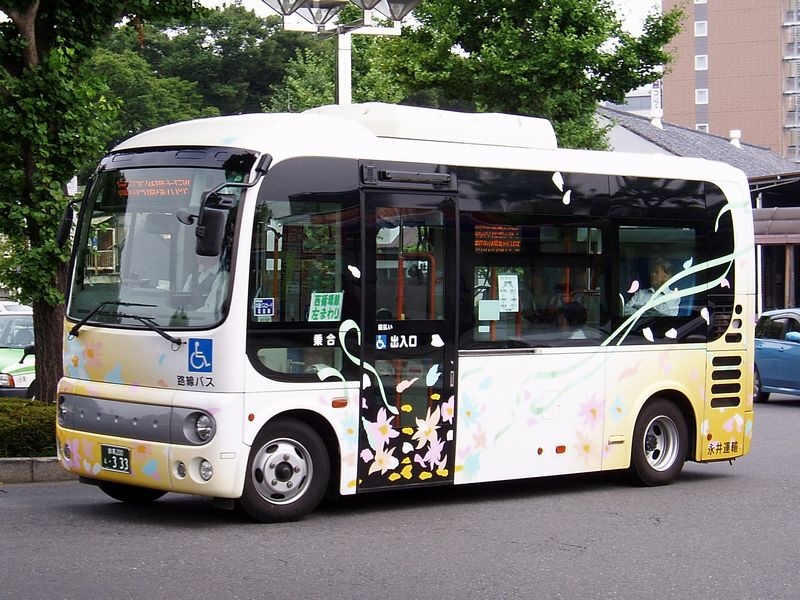
西循環の車両（永井運輸）

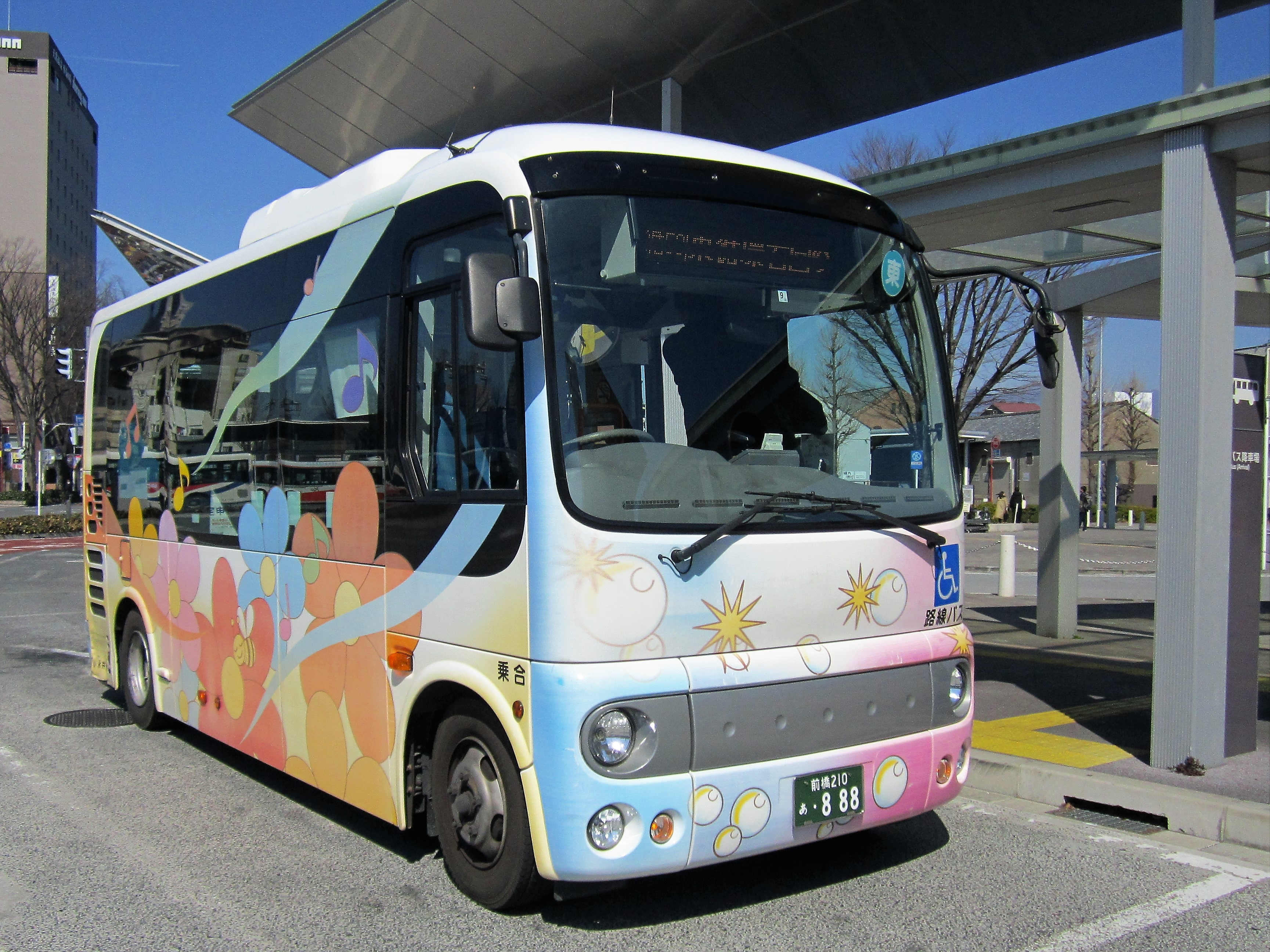
東循環の車両（永井運輸）

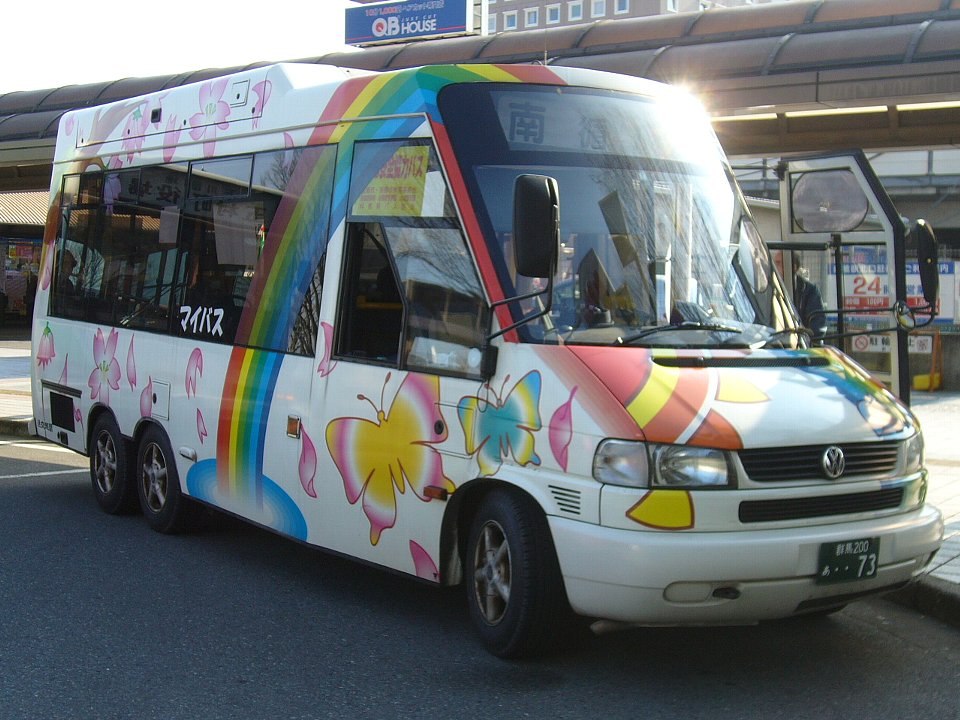
北循環と南循環の運行開始時に導入されたクセニッツCITY-III CNG車（関越交通）

マイバスは、群馬県前橋市が運行するコミュニティバス。関越交通と永井運輸に運行を委託している。

## 概要
北循環線・南循環線・西循環線・東循環線の4路線が運行されている。2000年夏に有識者が参加して行われた都市交通ワークショップで運行が提言され、北循環線と南循環線は2002年6月7日から、西循環線は2007年11月30日から、東循環線は2012年1月6日から運行開始となった。

### 運行事業者
- 関越交通（前橋営業所） - 北循環線・南循環線
- 永井運輸 - 西循環線・東循環線

### 運行内容
- 運賃：大人100円、小児50円
- 障害者手帳提示により運賃半額となる。
- 1日乗車券：310円（平成26年4月1日～）
- 群馬県共通バスカード利用可（2022年3月31日販売終了）。
- PASMO、nolbé（地域連携ICカード）の他にも、交通系ICカード全国相互利用サービスによる利用が可能。
- 北循環線と南循環線は20分間隔。西循環線は1時間20分間隔。東循環線は1時間間隔で運行。

## 路線
路線の詳細はマイバスホームページを参照。
北循環線・南循環線の両系統が重なる銀座通りは、時間帯によりトランジットモールになる。

### 北循環線
- Qの広場前→中央公民館前→前橋リリカ前→県民会館→中央前橋駅→Qの広場前

### 南循環線
- Qの広場前→中央公民館前→県庁前→紅雲町十字路→市民文化会館南→前橋駅→Qの広場前

### 西循環線
- 新前橋駅 - 東小学校 - 大利根団地 - 済生会病院 - 前橋駅 - 新前橋駅

### 東循環線
- 前橋駅 - 本町 - 中央前橋駅 - 旧日赤病院入口 - 協立病院前 - 永寿寺 - 前橋駅

## 車両
現行車両
- 日野・ポンチョ
  - 関越交通・永井運輸ともに使用している。

過去の車両
- クセニッツCITY-III CNG車
  - ノンステップバス。関越交通の車両。北循環線と南循環線の運行開始時より使用されていた。